# Deutsche Fußball-Amateurmeisterschaft 1994
Deutscher Fußball-Amateurmeister 1994 wurde Preußen Münster. Im Finale in Offenbach am Main auf dem Bieberer Berg siegten sie am 11. Juni 1994 mit 1:0 gegen Kickers Offenbach.

## Teilnehmende Mannschaften
Die Meister von neun Oberliga-Staffeln sowie die Vize-Meister der Oberligen Nordost (Staffel Mitte) und Nord aus der Saison 1993/94 spielten in einer Aufstiegsrunde die drei Aufsteiger für die 2. Bundesliga aus. Der Meister 1. FC Union Berlin (keine Lizenz für die 2. Bundesliga), acht Vizemeister und der Dritte der Oberliga Nord nahmen am Wettbewerb um die deutsche Amateurmeisterschaft teil.
| Mannschaften       | Mannschaften                | Ligen Saison 1993/94           |
|                    | VfL Osnabrück               | Oberliga Nord                  |
|                    | Eisenhüttenstädter FC Stahl | Oberliga Nordost Staffel Nord  |
| 1. FC Union Berlin | 1. FC Union Berlin          | Oberliga Nordost Staffel Mitte |
|                    | Preußen Münster             | Oberliga Westfalen             |
|                    | Alemannia Aachen            | Oberliga Nordrhein             |
|                    | FC Rot-Weiß Erfurt          | Oberliga Nordost Staffel Süd   |
|                    | Kickers Offenbach           | Oberliga Hessen                |
|                    | SV Edenkoben                | Oberliga Südwest               |
|                    | SSV Reutlingen 05           | Oberliga Baden-Württemberg     |
|                    | SV Lohhof                   | Bayernliga                     |

## Gruppe Nord
| Pl. | Verein                      | Sp. | S | U | N | Tore    | Punkte |
| --- | --------------------------- | --- | - | - | - | ------- | ------ |
| 1.  | Preußen Münster             | 4   | 3 | 1 | 0 | 013:500 | 07:10  |
| 2.  | Alemannia Aachen            | 4   | 2 | 1 | 1 | 010:900 | 05:30  |
| 3.  | VfL Osnabrück               | 4   | 1 | 2 | 1 | 006:700 | 04:40  |
| 4.  | 1. FC Union Berlin          | 4   | 1 | 1 | 2 | 009:110 | 03:50  |
| 5.  | Eisenhüttenstädter FC Stahl | 4   | 0 | 1 | 3 | 005:110 | 01:70  |

| Datum     |                             | Ergebnis |                             |
| --------- | --------------------------- | -------- | --------------------------- |
| Sa 21.05. | Alemannia Aachen            | 2:2      | VfL Osnabrück               |
| So 22.05. | Eisenhüttenstädter FC Stahl | 1:3      | 1. FC Union Berlin          |
| Mi 25.05. | VfL Osnabrück               | 2:0      | Eisenhüttenstädter FC Stahl |
| Mi 25.05. | Preußen Münster             | 3:1      | Alemannia Aachen            |
| So 29.05. | Eisenhüttenstädter FC Stahl | 3:3      | Preußen Münster             |
| So 29.05. | 1. FC Union Berlin          | 2:2      | VfL Osnabrück               |
| Do 02.06. | Alemannia Aachen            | 3:1      | Eisenhüttenstädter FC Stahl |
| Do 02.06. | Preußen Münster             | 4:1      | 1. FC Union Berlin          |
| Sa 04.06. | 1. FC Union Berlin          | 3:4      | Alemannia Aachen            |
| Sa 04.06. | VfL Osnabrück               | 0:3      | Preußen Münster             |

## Gruppe Süd
| Pl. | Verein             | Sp. | S | U | N | Tore    | Punkte |
| --- | ------------------ | --- | - | - | - | ------- | ------ |
| 1.  | Kickers Offenbach  | 4   | 3 | 0 | 1 | 009:500 | 06:20  |
| 2.  | SSV Reutlingen 05  | 4   | 2 | 0 | 2 | 007:700 | 04:40  |
| 3.  | SV Edenkoben       | 4   | 2 | 0 | 2 | 006:600 | 04:40  |
| 4.  | FC Rot-Weiß Erfurt | 4   | 2 | 0 | 2 | 005:500 | 04:40  |
| 5.  | SV Lohhof          | 4   | 1 | 0 | 3 | 005:900 | 02:60  |

| Datum     |                       | Ergebnis |                    |
| --------- | --------------------- | -------- | ------------------ |
| Fr 20.05. | SV Edenkoben          | 0:2      | Kickers Offenbach  |
| Sa 21.05. | FC Rot-Weiß Erfurt    | 3:1      | SV Lohhof          |
| Mi 25.05. | SV Lohhof             | 1:2      | SV Edenkoben       |
| Mi 25.05. | SSV Reutlingen 05     | 1:0      | FC Rot-Weiß Erfurt |
| So 29.05. | SV Edenkoben          | 4:1      | SSV Reutlingen 05  |
| So 29.05. | Kickers Offenbach     | 3:1      | SV Lohhof          |
| Do 02.06. | FC Rot-Weiß Erfurt    | 2:0      | SV Edenkoben       |
| Do 02.06. | SSV Reutlingen 05     | 4:1      | Kickers Offenbach  |
| So 05.06. | Kickers OffenbachFett | 3:0      | FC Rot-Weiß Erfurt |
| So 05.06. | SV Lohhof             | 2:1      | SSV Reutlingen 05  |

## Finale
| Kickers Offenbach                                                      | Kickers Offenbach | Preußen Münster | Preußen Münster |
| ---------------------------------------------------------------------- | --- | --- | --------------- |
| Kickers Offenbach                                                      | \| Samstag, 11. Juni 1994 in Offenbach am Main (Stadion am Bieberer Berg) \| \| Ergebnis: 0:1 (0:1) \| \| Zuschauer: 5.500 \| \| Schiedsrichter: Manfred Harder (Lüneburg) \|                  | \| Samstag, 11. Juni 1994 in Offenbach am Main (Stadion am Bieberer Berg) \| \| Ergebnis: 0:1 (0:1) \| \| Zuschauer: 5.500 \| \| Schiedsrichter: Manfred Harder (Lüneburg) \|                                                                | Preußen Münster |
| Kickers Offenbach                                                      | René Keffel – Paul Koutsoliakos – Günter Albert, Milan Babicic – Stefan Schummer, Bernd Gramminger, Danilo Adigo, Jochen Krapp, Schneider – Wolf, Goran Skeledzic Cheftrainer: Lothar Buchmann | Thomas Krause – Thomas Knauer – Paul Jaschke, Jochen Falk – Olaf Buschkötter, Jürgen Serr, Heino van den Berg, Roland Twyrdy, Raphael Gebker (90. Thorsten Kornmaier) – Uwe Tschiskale (78. Albers), Uwe Leifeld Cheftrainer: Ernst Mareczek | Preußen Münster |
| Kickers Offenbach                                                      | 0:1 Jürgen Serr (38.) | | Preußen Münster |
| Kickers Offenbach                                                      | Jochen Krapp | Roland Twyrdy | Preußen Münster |
| Samstag, 11. Juni 1994 in Offenbach am Main (Stadion am Bieberer Berg) | | |                 |
| Ergebnis: 0:1 (0:1)                                                    | | |                 |
| Zuschauer: 5.500                                                       | | |                 |
| Schiedsrichter: Manfred Harder (Lüneburg)                              | | |                 |